# Alacsony-Beszkidek
Az Alacsony-Beszkidek – régies, de ma is használatban lévő magyar nevén: Sárosi határhegység – (lengyelül: Beskid Niski, szlovákul: Nízke Beskydy) Lengyelországban és Szlovákiában elterülő, a Középső-Beszkidek részét képező, a Nyugati- és a Keleti-Beszkidek közt hidat képező hegylánc, az Északkeleti-Kárpátok leginkább lealacsonyodó része.

## Fekvése
A Tylicka-hágótól a Lupkowska-hágóig, légvonalban mintegy 75 kilométeren át terül el, lényegében a Duklai-hágó környékén. Nyugaton részét képzik a Spalska Góra és a Tokarnya-tető hullámfalai, turisztikai szempontból azonban a Sadecki-Beszkideket is ide szokás sorolni. Keleten a Lupkowska-hágótól a Solinka-folyó mentén a Sanig terül el. A legújabb mérések szerint legmagasabb pontja Szlovákiában a Busov 1002 méteren, Lengyelországban pedig a Lackowa 999 (más mérés szerint 997) méteren. Korábban úgy tartották, hogy a Lengyel-Kárpátok legalacsonyabbja a hegység, a legmagasabb pontját is 900 méter alá mérték.
Közigazgatásilag Szlovákiában az Eperjesi kerületet, Lengyelországban pedig a Kis-lengyelországi és a Kárpátaljai vajdaságot érinti. Az első világháború végéig Nagy-Magyarország, azon belül Sáros vármegye északi határát képezte. A hegységen túli, északra eső terület már Galícia része.

## Szerkezete
A hegység fő tömegét a harmadidőszak végére lepusztult flis redők alkotják, így az Északkeleti-Kárpátok flis-övezetéhez tartozik. 

## Csúcsai
- 997 m Lackowa
- 848 m Pasika(wd)
- 841 m Danawa(wd)
- 823 m Kanasiówka(wd) (Baba)
- 801 m Mareszka(wd)
- 777 m Magurycz Duży(wd)
- 759 és 728 m Baranie(wd) kettős csúcs
- 757 m Dziamera (wd)
- 706 m Uherec(wd)

## Természeti környezet
Az Alacsony-Beszkidek lengyelországi részén terül el 530 méteres tszf magasságban a 13 ezer hektáros Magura Nemzeti Park (Magurski Park Narodowy). A park valamivel több mint a fele erdő – dominánsan fenyőfélékből, de a bükk is jelentős -, a többi rét, legelő és mocsár.